# Baki (langue)
Pour les articles homonymes, voir Baki.
Le baki est une langue océanienne parlée sur l'île d'Epi, au Vanuatu. En 2001, elle comptait 350 locuteurs.